# Długoszyn (Jaworzno)
Długoszyn –  część oraz dzielnica Jaworzna w małopolskiej części województwa śląskiego, w południowej Polsce. Położona jest w północnej części miasta nad rzekami Kozi Bród i Biała Przemsza w rejonie tradycyjnie zaliczanym do Małopolski. Dzielnica ma głównie charakter mieszkaniowy z elementami zabudowy jednorodzinnej i rolniczej. Dawniej była wsią, wzmiankowaną już w XIII w. Później włączona do gminy Szczakowa, od 1954 r. część miasta Szczakowa, a od 1956 r. część miasta Jaworzno.
Położony jest wśród terenów zalesionych, w północno-zachodniej części Jaworzna, przy granicy z Kazimierzem. Od Długoszyna do centrum Jaworzna jest około 6,5 km, a do centrum Szczakowej około 3 km. Głównymi ulicami w Długoszynie są: Jarosława Dąbrowskiego, Jana Długosza, Widokowa i część ul. Chropaczówka.

## Historia
Nazwa własna Długoszyn ma najprawdopodobniej formę dzierżawczo- patronimiczną, co sugerować może, że nazwa wsi wzięła się od człowieka o imieniu Długosz. Nie można jednak wykluczyć, że ma ona charakter topograficzny przez wzgląd na porastające w tym rejonie paprocie o nazwie długosz królewski (Osmunda regalis).
Pierwsze wzmianki o osadzie pochodzą z roku 1238, kiedy to ówczesny biskup krakowski Wisław z Kościelca potwierdził fakt przynależności wsi do dóbr klasztornych Opactwa Benedyktynek w Staniątkach, zwalniając także osadę z płacenia dziesięciny kościelnej. Z 1242 roku pochodzi natomiast dokument wydany przez ówczesnego księcia krakowskiego Konrada Mazowieckiego, na mocy którego dochodzi do zamiany części dóbr klasztornych z biskupimi, w wyniku której Długoszyn staje się posiadłością biskupów krakowskich. Już wówczas wieś ta jest określana jako cum plumbo, a więc z ołowiem. To właśnie w tamtym okresie dach katedry wawelskiej pokrywano ołowiem, który pochodził m.in. z Długoszyna. Długoszyn od samego początku swojego istnienia był częścią diecezji krakowskiej, a od 1273 roku Księstwa, a następnie województwa krakowskiego.
Po tym okresie nastąpił najprawdopodobniej tymczasowy zanik osadnictwa, niewątpliwie w stuleciu piętnastym ponownie mieszkają tutaj ludzie. Dnia 8 listopada 1519 roku dochodzi do nowożytnej lokacji wsi Długoszyn. Dokonał jej w imieniu ówczesnego króla Zygmunta I Starego wojewoda lubelski Andrzej Tęczyński. To wówczas dokonano jednocześnie podziału osady na część biskupią oraz część królewską. Ta pierwsza weszła w skład Klucza Sławkowskiego, w którym władzę sprawował w imieniu biskupów starosta biskupi. Druga część, stanowiąca najprawdopodobniej ósmą część gruntów Długoszyna weszła w skład niegrodowego starostwa będzińskiego, podległego zamkowi w Będzinie, pośrednio natomiast królom. Także wówczas na terenie Długoszyna intensywnie rozwijało się górnictwo kruszcowe. Wydobywano tutaj ołowionośną galenę, w kolejnych wiekach także galman. Przez Długoszyn przebiega w tamtym czasie jedna z najważniejszych dróg w okolicy, tzw. Droga Królewska, to tutaj w 1524 roku powstaje druga w Polsce sztolnia odwadniająca, to tutaj być może znajdował się w przeszłości zamek bądź gród lub strażnica, o której mówi nam wzmianka z końca osiemnastego wieku. To także tutaj ma swoją siedzibę żupnik, zawiadujący górnictwem kruszcowym funkcjonującym na obszarze dzisiejszego Jaworzna. I to właśnie Długoszyn, jako jedyna w okolicy miejscowość przez niemal trzy stulecia funkcjonuje jako odrębna osada na mapach o charakterze ogólnopolskim, wydawanych w największych pracowniach kartograficznych ówczesnej Europy. Na terenie Długoszyna znajdowały się tzw. rosty, czyli specjalne piece do wytapiania ołowiu, a więc kruszcu, który finalnie spławiano między innymi do Gdańska.
W lipcu 1789 roku dokonano sekularyzacji dóbr biskupów krakowskich likwidując między innymi Klucz Sławkowski. Długoszyn stał się wówczas jednolitą osadą, wchodząc w skład ekonomii jaworznickiej. W 1795 roku teren wsi został przyłączony do tzw. Galicji Zachodniej, która stanowiła część zaboru austriackiego. W latach 1809–1815 osada należała do Księstwa Warszawskiego, natomiast w latach 1815–1846 do Rzeczypospolitej Krakowskiej. Po jej wcieleniu do Królestwa Galicji, czyli de facto do Austrii, władze zaborcze zorganizowały w Długoszynie gminę jednostkową i obszar dworski w powiecie chrzanowskim w Galicji. Zabudowania dworskie mieścił się przy dzisiejszej ulicy Widokowej. Pozostał po nich fragment muru oraz przydworska kapliczka św. Jana Nepomucena. Po powrocie do Polski w 1920 roku, Długoszyn stanowił gminę jednostkową w powiecie chrzanowskim w województwie krakowskim; 1 sierpnia 1934 stał się gromadą nowo utworzonej zbiorowej gminy Szczakowa wraz z Ciężkowicami i Dąbrową. Pod okupacją hitlerowską włączony został do III Rzeszy, gdzie pod nazwą Premsdorf wszedł w skład nowo utworzonej gminy Dąbrowa Narodowa, wraz z Dąbrową Narodową ze zniesionej gminy Szczakowa oraz z Jęzorem i Wysokim Brzegiem z miasta Jaworzna. Po wojnie powrócono do podziału administracyjnego sprzed wojny. W związku z reformą znoszącą gminy jesienią 1954 roku gminę Szczakowa rozwiązano, a Długoszyn włączono do miasta Szczakowa. 20 marca 1956 r. Szczakową wraz z Długoszynem włączono do Jaworzna.
W XIX w. w Długoszynie Austriacy ustalili gminę jednostkową i obszar dworski w powiecie chrzanowskim w Galicji. 31 grudnia 1900 roku gmina liczyła 795 mieszkańców na obszarze 628 ha, a obszar dworski liczył 6 osób na obszarze 349 ha.
Po powrocie do Polski w 1920 roku, Długoszyn stanowił gminę jednostkową w powiecie chrzanowskim w województwie krakowskim; 1 sierpnia 1934 stał się gromadą nowo utworzonej zbiorowej gminy Szczakowa, wraz z Ciężkowicami i Dąbrową.
Pod okupacją hitlerowską włączony do Rzeszy, gdzie pod nazwą Premsdorf wszedł w skład nowo utworzonej gminy Dąbrowa Narodowa, wraz z Dąbrową Narodową ze zniesionej gminy Szczakowa oraz z Jęzorem i Wysokim Brzegiem z miasta Jaworzna. Po wojnie powrócono do podziału administracyjnego sprzed wojny.
W związku z reformą znoszącą gminy jesienią 1954 roku gminę Szczakowa rozwiązano, a Długoszyn (wraz z przysiółkami Ciężkowic – Dobrą i Pieczyskami) włączono do miasta Szczakowa.
20 marca 1956 Szczakową (z Długoszynem) włączono do Jaworzna.

## Ciekawostki
W Długoszynie urodził się Józef Katerla (Młodszy), który był dziadkiem jednego z najwybitniejszych polskich pisarzy, Stefana Żeromskiego. Pradziadek pisarza, Pan Józef Katerla (Starszy) oraz prapradziadek twórcy, Franciszek Paczek sprawowali we wsi urząd wójta. Dziadek pisarza oraz znaczna część jego rodzeństwa ochrzczona została w jaworznickim kościele św. Wojciecha i Katarzyny.
Na terenie Długoszyna w 1524 roku wybudowano sztolnię odwadniającą. Był to drugi tego typu obiekt w Polsce.
Obraz Matki Boskiej Częstochowskiej znajdujący się w ołtarzu starego kościółka parafialnego został przyniesiony z Częstochowy na plecach, przez jedną z mieszkanek wsi, Jadwigę Baran. Była to forma dziękczynienia za szczęśliwe narodziny córki Marii. Wydarzenie miało miejsce pomiędzy 1900 a 1915 rokiem.
Z Długoszyna pochodzi Mariusz Jakus, wybitny polski aktor filmowy i teatralny.